# Valkinjärvi
Valkinjärvi eller Valkkijärvi är en sjö i Finland. Den ligger i kommunen Pudasjärvi i landskapet Norra Österbotten, i den centrala delen av landet, 600 km norr om huvudstaden Helsingfors. Valkkijärvi ligger 137,4 meter över havet. Arean är 30 hektar och strandlinjen är 2,24 kilometer lång. Sjön  ingår i Ijo älvs huvudavrinningsområde. 